# Eichepark
Der Eichepark ist ein rund 35 Hektar großer Park im Berliner Ortsteil Marzahn im Bezirk Marzahn-Hellersdorf.

## Entstehung und Beschreibung
Das Parkgelände entstand auf einem ehemaligen Rieselfeld und verbindet den Naturpark Barnim mit dem Wuhletal. 
Die Grenzen des Parks sind die Döllner Straße (Nord), der Fluss Wuhle (Ost), die Ahrensfelder Berge (Süd) und die Kemberger Straße (West). 
Deutlich sichtbar und das Wahrzeichen des Parks ist der Wuhletalwächter, ein aus Betonplatten gestalteter rund 17 Meter Kletterturm. Dieser stellt auch den nördlichen Startpunkt des Wuhletal-Wanderwegs dar, der den Park durchquert. Die Fläche wird schrittweise zu einem Landschaftspark entwickelt.
Der Park ist nach dem brandenburgischen Dorf Eiche benannt, das unmittelbar an der nordöstlichen Stadtgrenze von Berlin liegt und seit 2003 ein Ortsteil der Gemeinde Ahrensfelde ist.
Im Park befindet sich der erste vom Bezirksamt hergerichtete Grillplatz mit fest einbetonierten Bänken, einem mobilen Tisch und einem Toilettencontainer, dessen Sauberkeit häufig zu wünschen übrig lässt. Auch Vandalismus, das Anzünden von Lagerfeuern  und zu laute Musik der Benutzer führen zu Problemen. Ein dauerhafter Erhalt ist dadurch nicht gesichert.
Auf umzäunten Weideflächen werden schottische Hochlandrinder zur Landschaftspflege gehalten. Beidseitig an den Ufern der Wuhle haben sich Schwarzerlen angesiedelt.